# 名岐バイパス
名岐バイパス（めいぎバイパス）は、愛知県名古屋市から岐阜県羽島郡岐南町を結ぶ国道22号のバイパス。1969年全線開通。
名古屋高速16号一宮線の全線が名岐バイパスの高架構造で供用されている。

## 概要
- 起点：愛知県名古屋市西区
- 終点：岐阜県羽島郡岐南町
- 総延長：24.3km
- 構造規格：4種1級、3種1級
- 設計速度：60km/h
- 車線数：6車線
- 計画幅員：42.0m（標準幅員）

## 通過市町村
- 愛知県
  - 名古屋市西区 - 清須市 - 名古屋市西区 - 清須市 - 北名古屋市 - 一宮市 - 北名古屋市 - 一宮市
- 岐阜県
  - 羽島郡笠松町 - 羽島郡岐南町

## 交差する道路
- 上側が起点側、下側が終点側。左側が上り側、右側が下り側。
- 交差する道路の、特記がないものは市町道。

| 交差する道路                                                       | 交差する道路                                                 | 交差する場所 | 交差する場所 | 交差する場所                          | 名古屋から （熱田神宮） （km） |
| ------------------------------------------------------------------ | ------------------------------------------------------------ | ------------ | ------------ | ------------------------------------- | ------------------------------ |
| 名古屋市道名古屋環状線（大曽根方面）                               | 国道22号（名古屋市道名古屋環状線と重複、名古屋市中心部方面） | 愛知県       | 名古屋市西区 | 康生通2                               |                                |
| 名古屋高速（6）清須線 鳥見町出入口                                 | 名古屋高速（6）清須線 鳥見町出入口                           | 愛知県       | 名古屋市西区 | －                                    |                                |
| 愛知県道202号守山西線                                              | 愛知県道106号鳥ヶ地名古屋線                                  | 愛知県       | 名古屋市西区 | －                                    |                                |
| 愛知県道162号松河戸西枇杷島線                                      | －                                                           | 愛知県       | 清須市       | －                                    |                                |
|                                                                    | 愛知県道126号給父西枇杷島線                                  | 愛知県       | 清須市       | 古城                                  |                                |
| 愛知県道59号名古屋中環状線                                         | 愛知県道59号名古屋中環状線                                   | 愛知県       | 清須市       | －                                    | 12.9                           |
| 名古屋高速（6）清須線 清須出入口                                   | 名古屋高速（6）清須線 清須出入口                             | 愛知県       | 清須市       | －                                    |                                |
| 国道302号（名古屋環状2号線）                                       | 国道302号（名古屋環状2号線）                                 | 愛知県       | 清須市       | 朝日南東・朝日南西 朝日北東・朝日北西 | 14.3                           |
| 名古屋高速（6）清須線 清須入口 C2名古屋第二環状自動車道 清須東入口 | 名古屋高速（6）清須線 清須出口                               | 愛知県       | 清須市       | －                                    |                                |
| 愛知県道163号一場中小田井線                                        | 愛知県道163号一場中小田井線                                  | 愛知県       | 清須市       | 下之郷                                |                                |
| 名古屋高速（16）一宮線 春日出入口                                  | 名古屋高速（16）一宮線 春日出入口                            | 愛知県       | 清須市       | －                                    |                                |
| 愛知県道62号春日井稲沢線                                           | 愛知県道62号春日井稲沢線                                     | 愛知県       | 北名古屋市   | 中之郷南                              |                                |
| 名古屋高速（16）一宮線 西春出口                                    | 名古屋高速（16）一宮線 西春出口                              | 愛知県       | 北名古屋市   | －                                    |                                |
| 名古屋高速（16）一宮線 西春入口                                    | 名古屋高速（16）一宮線 西春入口                              | 愛知県       | 一宮市       | －                                    |                                |
| 愛知県道161号名古屋豊山稲沢線                                      | 愛知県道161号名古屋豊山稲沢線                                | 愛知県       | 北名古屋市   | 五日市場                              |                                |
| 名古屋高速（16）一宮線 一宮西春出入口                              | 名古屋高速（16）一宮線 一宮西春出入口                        | 愛知県       | 一宮市       | －                                    |                                |
| 愛知県道153号浅井清洲線                                            | 愛知県道153号浅井清洲線                                      | 愛知県       | 一宮市       | 伝法寺                                |                                |
| 愛知県道155号井之口江南線                                          | 愛知県道155号井之口江南線                                    | 愛知県       | 一宮市       | －                                    |                                |
| E1名神高速道路 一宮IC                                              | E1名神高速道路 一宮IC                                        | 愛知県       | 一宮市       | －                                    | 20.4                           |
| 愛知県道25号春日井一宮線                                           | 愛知県道25号春日井一宮線                                     | 愛知県       | 一宮市       | 三ッ井                                |                                |
|                                                                    | 愛知県道166号小牧岩倉一宮線                                  | 愛知県       | 一宮市       | 外崎                                  |                                |
| 名古屋高速（16）一宮線 一宮東出入口                                | 名古屋高速（16）一宮線 一宮東出入口                          | 愛知県       | 一宮市       | －                                    |                                |
| 愛知県道457号尾張一宮停車場線（城崎通り）                          | 愛知県道457号尾張一宮停車場線（城崎通り）                    | 愛知県       | 一宮市       | 浅野                                  |                                |
| 名古屋高速（16）一宮線 一宮中入口                                  | 名古屋高速（16）一宮線 一宮中入口                            | 愛知県       | 一宮市       | －                                    |                                |
| 国道155号（花祇通り）                                              | 国道155号（花祇通り）                                        | 愛知県       | 一宮市       | 富士                                  | 23.7                           |
| 愛知県道171号小折一宮線                                            | 愛知県道171号小折一宮線                                      | 愛知県       | 一宮市       | 朝日                                  |                                |
| 愛知県道64号一宮犬山線                                             | 愛知県道64号一宮犬山線                                       | 愛知県       | 一宮市       | 両郷町                                |                                |
| 国道155号（小牧一宮バイパス・北尾張中央道）                        | －                                                           | 愛知県       | 一宮市       | －                                    |                                |
| 愛知県道151号一宮各務原線（中島通り）                              | 愛知県道151号一宮各務原線（中島通り）                        | 愛知県       | 一宮市       | 中島通り                              |                                |
| 愛知県道150号一宮川島線（宮西通り、タワー通り）                    | 愛知県道150号一宮川島線（宮西通り、タワー通り）              | 愛知県       | 一宮市       | 西島町                                |                                |
| E41東海北陸自動車道 一宮木曽川IC                                   | E41東海北陸自動車道 一宮木曽川IC                             | 愛知県       | 一宮市       | －                                    | 29.1                           |
| 愛知県道175号江南木曽川線                                          | 愛知県道148号萩原三条北方線                                  | 愛知県       | 一宮市       | 大毛西                                |                                |
| 愛知県道148号萩原三条北方線                                        | －                                                           | 愛知県       | 一宮市       | －                                    |                                |
| 愛知県道181号光明寺木曽川停車場線                                  | 愛知県道181号光明寺木曽川停車場線                            | 愛知県       | 一宮市       | 黒田西石原                            |                                |
| 愛知県道148号萩原三条北方線                                        | 愛知県道182号里小牧北方江南線                                | 愛知県       | 一宮市       | 北方町北方                            |                                |
|                                                                    | 岐阜県道175号岐阜岐南線（竜門通り）                          | 岐阜県       | 岐南町       | 伏屋                                  |                                |
| 国道21号（岐大バイパス）                                           | 国道21号（岐大バイパス）                                     | 岐阜県       | 岐南町       | 岐南インター                          | 34.3                           |
| 国道156号（岐阜東バイパス）                                        |                                                              |              |              |                                       |                                |

## 歴史
- 1958年：事業化。
- 1959年：ルート決定。
- 1960年：工事開始。
- 1963年：名古屋市西区康生通 - 一宮市丹陽町　供用開始。
- 1964年：一宮市丹陽町 - 浅野　第2・3期供用開始。
- 1966年：一宮市浅野 - 両郷町　第4期供用開始。
- 1967年：一宮市両郷町 - 佐千原　第5期供用開始。
- 1969年：全線供用開始。
- 1975年：全線6車線化完成。

## 交通量
平日24時間交通量（台）道路交通センサス
| 区間                                       | 2005（平成17）年度 |
| ------------------------------------------ | ------------------ |
| 西春日井郡春日町（現：清須市春日）下之郷南 | 072,661            |
| 一宮市平島一丁目                           | 059,634            |
| 羽島郡笠松町円城寺                         | 060,079            |

出典：「24時間交通量（平成17年度道路交通センサス）」